# 傑森·博恩
丹尼爾·伯格（Jason Bohn；1973年4月24日—）是美國的一位職業高爾夫球選手，他現在參加PGA巡迴賽的賽事。傑森·博恩出生在賓夕法尼亞州。他畢業於亞拉巴馬，曾經是亞拉巴馬高爾夫球隊的成員。